# Freiheit. Ein Plädoyer
Freiheit. Ein Plädoyer ist ein Buch des elften deutschen Bundespräsidenten Joachim Gauck, welches am 20. Februar 2012, dem Tag nach seiner Nominierung, veröffentlicht wurde. In dem aus 64 Seiten bestehenden Buch beschreibt Gauck seine Gedanken zu den Themen Freiheit, Demokratie, Menschenrechte und Toleranz. Das Buch ruft dazu auf, Freiheit und Menschenrechte auf der ganzen Welt zu verteidigen, besonders in „kommunistischen, fanatisch islamistischen oder Willkürstaaten“. Darüber hinaus verteidigt er die Marktwirtschaft.
Das Buch wird als sein politisches Programm angesehen, darüber hinaus lässt er die friedlichen Revolutionen von 1989 Revue passieren.

## Bibliographie
- Joachim Gauck: Freiheit. Ein Plädoyer, Kösel, München 2012, ISBN 978-3-466-37032-0.